# Julia Bernhard
Julia Bernhard (* 1992 in Aschaffenburg) ist eine deutsche Comiczeichnerin und Illustratorin.

## Leben
Julia Bernhard studierte Kommunikationsdesign und Illustration bis 2018 an der Hochschule Mainz. 2019 erschien ihr Debütalbum Wie gut, dass wir darüber geredet haben. beim avant-verlag. 2020 wurde sie dafür mit dem Max-und-Moritz-Preis ausgezeichnet für das „beste deutschsprachige Comic-Debüt“. Weitere Arbeiten von ihr sind Illustrationen für Bücher und Zeitschriften, etwa für The New Yorker, The Nib und das Narrative Magazine.

## Werke
- 100 Frauen. Sachbuch herausgegeben von Sabine Kranz und Annegret Ritter mit einem Beitrag unter anderem von Julia Bernhard, Verlagshaus Jacoby & Stuart, Berlin 2018, 192 Seiten, Hardcover, ISBN 978-3-946593-98-0.
- Wie gut, dass wir darüber geredet haben. avant-verlag, Berlin 2019, 96 Seiten, Flexcover, 20,5 × 24,5 cm, vierfarbig, ISBN 978-3-96445-014-2.
- Simone de Beauvoir. Ich möchte vom Leben alles. Zusammen mit Julia Korbik. Rowohlt Verlag, Hamburg 2023, 224  Seiten, Hardcover, vierfarbig, ISBN 978-3-498-00360-9.

## Ausstellungen
Die Ludwiggalerie Schloss Oberhausen organisierte im Kleinen Schloss vom 20. Oktober 2024 bis zum 2. Februar 2025 die Gruppenausstellung Aus der Rolle gefallen – Deutsche Comiczeichnerinnen im Blick. Der Titel der Ausstellung Aus der Rolle gefallen solle bereits zeigen, dass es inhaltlich um vertraute aber auch zu hinterfragende Rollenerwartungen an Frauen gehe. Neben Julia Bernhard wurden noch Leben und Werk von Franziska Becker, Paulina Stulin, Lisa Frühbeis und Mia Oberländer vorgestellt. Die gezeigten Künstlerinnen, bis auf Becker, gehören zu den Jahrgängen von Mitte der 1980er bis Mitte der 1990er Jahre. Damit sind sie laut den Ausstellern „Stimmen einer Generation, in der es immer selbstverständlicher wird auch weibliche Themen in den gezeichneten Geschichten zu besetzen“, in einer vormals männlich dominierten Comicszene (was für Künstler wie auch Leser gelte). Dabei sei es besonders erwähnenswert, dass es sich bei den fünf Comic-Künstlerinnen um „Doppeltalente handelt“, da sie sowohl Inhalt und Text, als auch Illustrationen selbst verantworten. Tenor der Ausstellung ist laut Jörg Restoff auf kulturwest.de, dass „herkömmliche Erzählmuster der Comics […] aus der weiblichen Perspektive hinterfragt und umgestrickt“ werden, beispielsweise mit Blick auf „Schönheitsideale, Sexualität oder das tendenziell problematische Verhältnis zum eigenen, als unzureichend empfundenen Körper“.

## Auszeichnungen
- 2020: Max-und-Moritz-Preis für Wie gut, dass wir darüber geredet haben in der Kategorie „beste deutschsprachige Comic-Debüt“
- 2020: Rudolph-Dirks-Award für Wie gut, dass wir darüber geredet haben in der Kategorie „Jugenddrama / Coming of Age“
- 2025: Prix Artémisia (Frankreich) gemeinsam mit Julia Korbik für Simone de Beauvoir: Ich möchte vom Leben alles.[6]